# Sjarhej Drosd
Sjarhej Mikalajewitsch Drosd (belarussisch Сяргей Мікалаевіч Дрозд; russisch Сергей Николаевич Дрозд/Sergei Nikolajewitsch Drosd; * 14. April 1990 in Minsk, Weißrussische SSR) ist ein belarussischer Eishockeyspieler, der seit Juni 2018 beim HK Junost Minsk in der belarussischen Extraliga unter Vertrag steht. Zuvor spielte er acht Jahre lang für den HK Dinamo Minsk in der Kontinentalen Hockey-Liga.

## Karriere
Sjarhej Drosd begann seine Karriere als Eishockeyspieler in der Nachwuchsabteilung von Lokomotive Jaroslawl, für dessen zweite Mannschaft er von 2005 bis 2008 in der Perwaja Liga, der dritten russischen Spielklasse, aktiv war. Die Saison 2008/09 begann der Center bei Schinnik Babrujsk in der belarussischen Extraliga, ehe er im weiteren Saisonverlauf für dessen Ligarivalen HK Keramin Minsk sowie den HK Dinamo Minsk in der Kontinentalen Hockey-Liga auflief. Die Saison 2009/10 verbrachte er bei den Tri-City Americans in der kanadischen Juniorenliga Western Hockey League, die ihn zuvor in der zweiten Runde des CHL Import Drafts an insgesamt 67. Stelle ausgewählt hatten. Mit der Mannschaft scheiterte er in den Playoffs um den Ed Chynoweth Cup erst im Finale an den Calgary Hitmen.
Zur Saison 2010/11 kehrte Drosd zum HK Dinamo Minsk zurück, für den er bis 2018 in der KHL auf dem Eis stand. In der Spielzeit 2013/14 spielte er neben seinen KHL-Einsätzen für Minsk auch in der belarussischen Extraliga für den HK Njoman Hrodna.

### International
Für Belarus nahm Drosd im Juniorenbereich an der U18-Junioren-Weltmeisterschaft der Top-Division 2008 sowie den U20-Junioren-Weltmeisterschaften der Division I 2009, als er Torschützenkönig und gemeinsam mit seinem Landsmann Ihar Rewenka zweitbester Scorer hinter dem Franzosen Stéphane Da Costa war, und 2010, als er gemeinsam mit den Norwegern Jonas Djupvik Løvlie und Andreas Martinsen sowie dem Kroaten Dominik Kanaet zweitbester Scorer des Turniers hinter dem Norweger Scott Winkler war, teil. 
Im Seniorenbereich stand er im Aufgebot seines Landes bei den Weltmeisterschaften der Top-Division 2010, 2011, 2012, 2015 und 2016. Zudem vertrat er seine Farben bei der Qualifikation für die Olympischen Winterspiele in Sotschi 2014.

## Erfolge und Auszeichnungen
- 2009 Bester Torschütze der U20-Junioren-Weltmeisterschaft der Division I, Gruppe A
- 2019 Belarussischer Meister mit dem HK Junost Minsk

## KHL-Statistik
(Stand: Ende der Saison 2015/16)